# West Bromwich Albion F.C.
West Bromwich Albion Football Club (WBA, West Brom) (wymawiaj: wɛstˈbrɒmɪdʒ) – angielski klub piłkarski, mający swoją siedzibę w West Bromwich w West Midlands; obecnie występujący w rozgrywkach Championship. Pięciokrotny zdobywca Pucharu Anglii i mistrz kraju w sezonie 1919/1920. Barwy klubu to niebieski i biały. Największym rywalem WBA jest Wolverhampton Wanderers; mecze pomiędzy tymi drużynami noszą nazwę Black Country derby.

## Historia

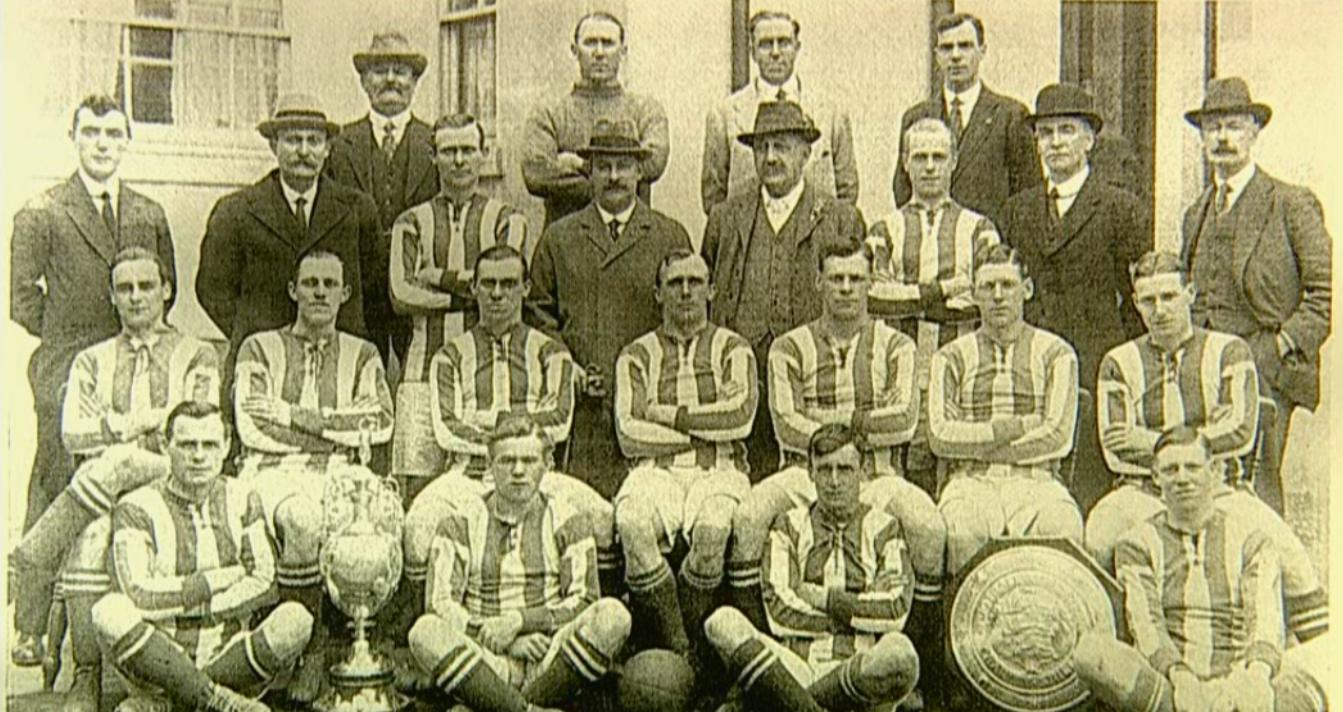
WBA w 1920 roku.

Klub założony został w 1878 roku jako West Bromwich Strollers przez pracowników firmy George'a Saltera. Status profesjonalny uzyskał w roku 1885. W sezonie 2012/13 klub zajął najwyższą pozycję w historii klubu w Premier League. W ostatniej kolejce tego sezonu klub zremisował z Manchesterem United 5-5.
West Bromwich Albion jest jednym z założycieli The Football League i większość lat spędził w najwyższej klasie rozgrywkowej w Anglii. Mistrzem Anglii był jeden raz, w sezonie 1919/1920, oprócz tego pięć razy zdobył Puchar kraju. Pierwszy raz uczynił to w roku 1888, zaś ostatni raz w 1968. W roku 1966 zdobył także Puchar Ligi. W latach 1986/2002 drużyna spędziła najdłuższy okres w swojej historii poza pierwszą ligą.

## Sukcesy
- Mistrzostwo Anglii: (1)
  - Mistrz: 1920
  - Wicemistrz: 1925, 1954
  - 3. miejsce: 1979
- Puchar Anglii: (5)
  - Zwycięzca: 1888, 1892, 1931, 1954, 1968
  - Finalista: 1886, 1887, 1895, 1912, 1935
- Puchar Ligi Angielskiej: (1)
  - Zwycięzca: 1966
  - Finalista: 1967, 1970
- Tarcza Wspólnoty: (2)
  - Zwycięzca: 1920, 1954
  - Finalista: 1931, 1968

## Stadion

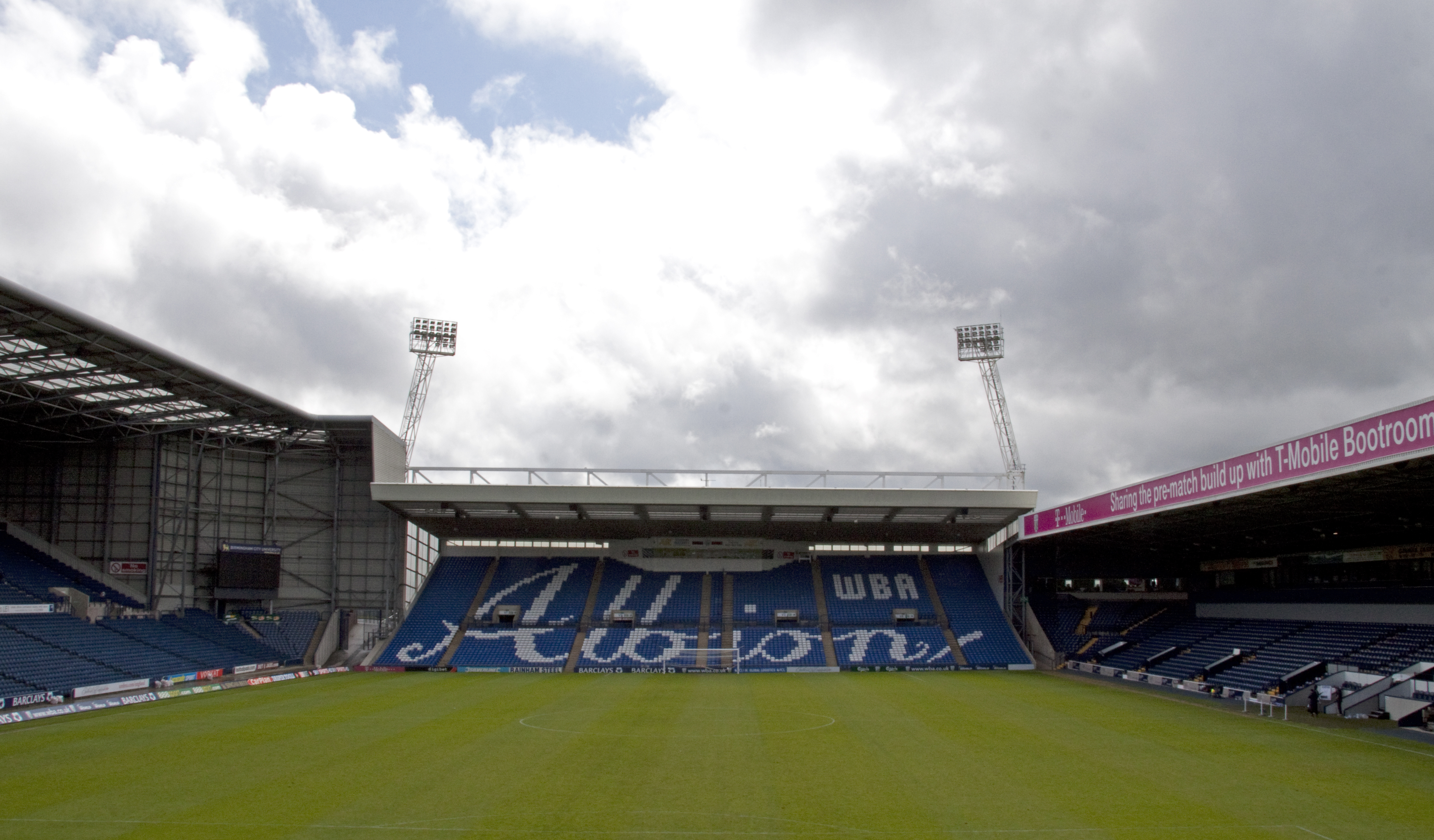
The Hawthorns.

Drużyna West Bromwich Albion swoje mecze rozgrywa na The Hawthorns. Stadion ten został oddany został do użytku w 1900 roku. Został wtedy szóstym kolejnym obiektem używanym przez klub. Po przebudowie obiektu w 2001 roku, jego obecna pojemność wynosi 28 003 miejsc. Rekordową frekwencję, wynoszącą 64 815 osób, odnotowano w 1937 roku podczas meczu ligowego pomiędzy West Bromwich Albion a Arsenalem.
Teren wybrany pod stadion znajdował się poza centrum miasta. Obszar był porośnięty głogiem i stąd nazwa The Hawthorns. Podpisano umowę dającą prawo wykupu terenu przez klub w ciągu 14 lat, co nastąpiło w 1913 roku. Na początku pojemność stadionu wynosiła 35 500 miejsc. Pierwszy mecz odbył się 3 września 1900 r., gdy WBA zremisowało z Derby County. Na meczu zjawiło się 20 104 widzów. Pierwsza bramka została zapisana na konto Steve'a Bloomera z Derby, a pierwszą dla West Brom ustrzelił Chippy Simmons.

## Trenerzy
| - Louis Ford (1890-1892) - Henry Jackson (1892-1894) - Edward Stephenson (1894-1895) - Clement Keys (1895-1896) - Frank Heaven (1896-1902) - Fred Everiss (1902-1948) - Jack Smith (1948-1952) - Jesse Carver (1952) - Vic Buckingham (1952-1959) - Gordon Clark (1959-1961) - Archie Macaulay (1961-1963) - Jimmy Hagan (1963-1967) - Alan Ashman (1967-1971) - Don Howe (1971-1975) - Johnny Giles (1975-1977) - Ronnie Allen (1977) - Ron Atkinson (1978-1981) - Ronnie Allen (1981-1982) - Ron Wylie (1982-1984) - Johnny Giles (1984-1985) - Nobby Stiles (1985-1986) - Ron Saunders (1986-1987) - Ron Atkinson (1987-1988) - Brian Talbot (1988-1991) - Bobby Gould (1991-1992) - Osvaldo Ardiles (1992-1993) - Keith Burkinshaw (1993-1994) |  | - Alan Buckley (1994-1997) - Ray Harford (1997) - Denis Smith (1997-1999) - Brian Little (1999-2000) - Gary Megson (2000-2004) - Bryan Robson (2004-2006) - Tony Mowbray (2006-2009) - Roberto Di Matteo (2009-2011) - Roy Hodgson (2011-2012) - Steve Clarke (2012-2013) - Pepe Mel (2014) - Alan Irvine (2014) - Tony Pulis (2015-2017) - Alan Pardew (2017-2018) - Darren Moore (2018-2019) - Slaven Bilić (2019-2020) - Sam Allardyce (2020-2021) - Valérien Ismaël (2021-2022) - Steve Bruce (2022) - Richard Beale (2022) - Carlos Corberán (2022-) |

## Zawodnicy

### Obecny skład
Stan na 2 lutego 2022
| Nr | Poz. | Piłkarz                                           |
| -- | ---- | ------------------------------------------------- |
| 1  | BR   | Sam Johnstone                                     |
| 2  | OB   | Darnell Furlong                                   |
| 3  | OB   | Kieran Gibbs                                      |
| 4  | NA   | Hal Robson-Kanu                                   |
| 5  | OB   | Kyle Bartley                                      |
| 6  | OB   | Semi Ajayi                                        |
| 7  | NA   | Callum Robinson                                   |
| 8  | PO   | Jake Livermore (kapitan)                          |
| 10 | PO   | Matt Phillips                                     |
| 11 | PO   | Grady Diangana                                    |
| 12 | NA   | Matheus Pereira                                   |
| 14 | OB   | Conor Townsend                                    |
| 17 | NA   | Mbaye Diagne (wypożyczony z Galatasarayu Stambuł) |

| Nr | Poz. | Piłkarz                                                |
| -- | ---- | ------------------------------------------------------ |
| 18 | PO   | Conor Gallagher (wypożyczony z Chelsea Londyn)         |
| 19 | PO   | Romaine Sawyers                                        |
| 20 | OB   | Branislav Ivanović                                     |
| 21 | NA   | Kyle Edwards                                           |
| 22 | OB   | Lee Peltier                                            |
| 23 | PO   | Robert Snodgrass                                       |
| 25 | BR   | David Button                                           |
| 27 | OB   | Dara O'Shea                                            |
| 29 | NA   | Karlan Grant                                           |
| 31 | BR   | Andy Lonergan                                          |
| 58 | NA   | Cheikh Diaby                                           |
|    | PO   | Ainsley Maitland-Niles (wypożyczony z Arsenalu Londyn) |
|    | PO   | Okay Yokuşlu (wypożyczony z Celty Vigo)                |

### Piłkarze na wypożyczeniu
| Nr | Poz. | Piłkarz                                                             |
| -- | ---- | ------------------------------------------------------------------- |
| 9  | NA   | Kenneth Zohore (w Millwall F.C. do końca sezonu 2020/21)            |
| 15 | NA   | Charlie Austin (w Queens Park Rangers F.C. do końca sezonu 2020/21) |
| 16 | PO   | Rekeem Harper (w Birmingham City F.C. do końca sezonu 2020/21)      |
| 24 | OB   | Cédric Kipré (w Royal Charleroi do końca sezonu 2020/21)            |

| Nr | Poz. | Piłkarz                                                           |
| -- | ---- | ----------------------------------------------------------------- |
| 28 | PO   | Sam Field (w Queens Park Rangers F.C. do końca sezonu 2020/21)    |
| 37 | BR   | Josh Griffiths (w Cheltenham Town F.C. do końca sezonu 2020/21)   |
| 39 | BR   | Alex Palmer (w Lincoln City F.C. do końca sezonu 2020/21)         |
|    | NA   | Rayhaan Tulloch (w Doncaster Rovers F.C. do końca sezonu 2020/21) |

## Sztab szkoleniowy
| Funkcja                      | Imię i Nazwisko | Kraj    |
| ---------------------------- | --------------- | ------- |
| menadżer                     | Sam Allardyce   | Anglia  |
| asystent menadżera           | Mark O'Connor   | Anglia  |
| drugi asystent               | Ben Garner      | Anglia  |
| kierownik drużyny            | Gerry Francis   | Anglia  |
| trener bramkarzy             | Jonathan Gould  | Szkocja |
| dyrektor do spraw sportowych | Richard Garlick | Anglia  |
| Fizjoterapeuta               | Richie Rawlings | Anglia  |
| Trener fitness               | Matt Green      | Anglia  |
| dyrektor akademii            | Mark Harrison   | Anglia  |
| trener drużyny U-21          | James Shan      | Anglia  |

### Gracz roku
| Rok  | Państwo           | Zwycięzca       |
| ---- | ----------------- | --------------- |
| 1979 | Anglia            | Bryan Robson    |
| 1980 | Brak nagrody      |                 |
| 1981 | Anglia            | Tony Godden     |
| 1982 | Anglia            | Cyrille Regis   |
| 1983 | Brak nagrody      |                 |
| 1984 | Anglia            | Paul Barron     |
| 1985 | Anglia            | Garry Thompson  |
| 1986 | Anglia            | Stephen Hunt    |
| 1987 | Anglia            | Stuart Naylor   |
| 1988 | Anglia            | Carlton Palmer  |
| 1989 | Anglia            | Chris Whyte     |
| 1990 | Irlandia Północna | Bernard McNally |
| 1991 | Anglia            | Graham Roberts  |

| Rok  | Państwo  | Zwycięzca        |
| ---- | -------- | ---------------- |
| 1992 | Anglia   | Daryl Burgess    |
| 1993 | Anglia   | Bob Taylor       |
| 1994 | Anglia   | Daryl Burgess    |
| 1995 | Walia    | Paul Mardon      |
| 1996 | Anglia   | Andy Hunt        |
| 1997 | Anglia   | Ian Hamilton     |
| 1998 | Anglia   | Alan Miller      |
| 1999 | Anglia   | Lee Hughes       |
| 2000 | Islandia | Larus Sigurdsson |
| 2001 | Anglia   | Neil Clement     |
| 2002 | Anglia   | Russell Hoult    |
| 2003 | Walia    | Jason Koumas     |
| 2004 | Dania    | Thomas Gaardsoe  |

| Rok  | Państwo                       | Zwycięzca         |
| ---- | ----------------------------- | ----------------- |
| 2005 | Anglia                        | Ronnie Wallwork   |
| 2006 | Anglia                        | Jonathan Greening |
| 2007 | Senegal                       | Diomansy Kamara   |
| 2008 | Anglia                        | Kevin Phillips    |
| 2009 | Irlandia Północna             | Chris Brunt       |
| 2010 | Szkocja                       | Graham Dorrans    |
| 2011 | Demokratyczna Republika Konga | Youssouf Mulumbu  |
| 2012 | Anglia                        | Ben Foster        |
| 2013 | Irlandia Północna             | Gareth McAuley    |
| 2014 | Anglia                        | Ben Foster        |
| 2015 | Szkocja                       | James Morrison    |
| 2016 | Szkocja                       | Darren Fletcher   |
| 2017 | Anglia                        | Ben Foster        |

## Europejskie puchary
Legenda do wszystkich tabel:
- Q – runda eliminacyjna, 1/16, 1/8, 1/4, 1/2 – odpowiednia faza rozgrywek, Grupa – runda grupowa, 1r gr – pierwsza runda grupowa, 2r gr – druga runda grupowa, F – finał, R – runda, PO – play-off
- k. – rzuty karne, los. – losowanie, Dogr. – dogrywka, w. – zasada bramek strzelonych na wyjeździe

| Sezon   | Rozgrywki                 | Runda | Przeciwnik           | Dom | Wyjazd | Ogólnie |
| ------- | ------------------------- | ----- | -------------------- | --- | ------ | ------- |
| 1966/67 | Puchar Miast Targowych    | 2R    | DOS Utrecht          | 5–2 | 1–1    | 6–3     |
| 1966/67 | Puchar Miast Targowych    | 1/8   | Bologna FC           | 1–3 | 0–3    | 1–6     |
| 1968/69 | Puchar Zdobywców Pucharów | 1R    | Club Brugge          | 2–0 | 1–3    | 3–3, w. |
| 1968/69 | Puchar Zdobywców Pucharów | 1/8   | Dinamo Bukareszt     | 4–0 | 1–1    | 5–1     |
| 1968/69 | Puchar Zdobywców Pucharów | 1/4   | Dunfermline Athletic | 0–1 | 0–0    | 0–1     |
| 1978/79 | Puchar UEFA               | 1R    | Galatasaray SK       | 3–1 | 3–1    | 6–2     |
| 1978/79 | Puchar UEFA               | 2R    | SC Braga             | 1–0 | 2–0    | 3–0     |
| 1978/79 | Puchar UEFA               | 1/8   | Valencia CF          | 2–0 | 1–1    | 3–1     |
| 1978/79 | Puchar UEFA               | 1/4   | Crvena zvezda        | 1–1 | 0–1    | 1–2     |
| 1979/80 | Puchar UEFA               | 1R    | Carl Zeiss Jena      | 1–2 | 0–2    | 1–4     |
| 1981/82 | Puchar UEFA               | 1R    | Grasshoppers         | 1–3 | 0–1    | 1–4     |